# Hornby Railways
Hornby è una marca di trenini elettrici della Gran Bretagna. Le radici partono dal 1901, quando il fondatore Frank Hornby ricevette il brevetto per la sua invenzione, il Meccano. Il primo treno a molla fu prodotto nel 1920. Nel 1938 Hornby lanciò la prima scala 00. Nel 1964, Hornby e Meccano furono comprati dal rivale Tri-Ang, e venduta quando Tri-ang divenne in stato di liquidazione coatta amministrata. Negli anni ottanta "Hornby Railways" divenne indipendente.

## Storia

### Inizi: 1920–1938

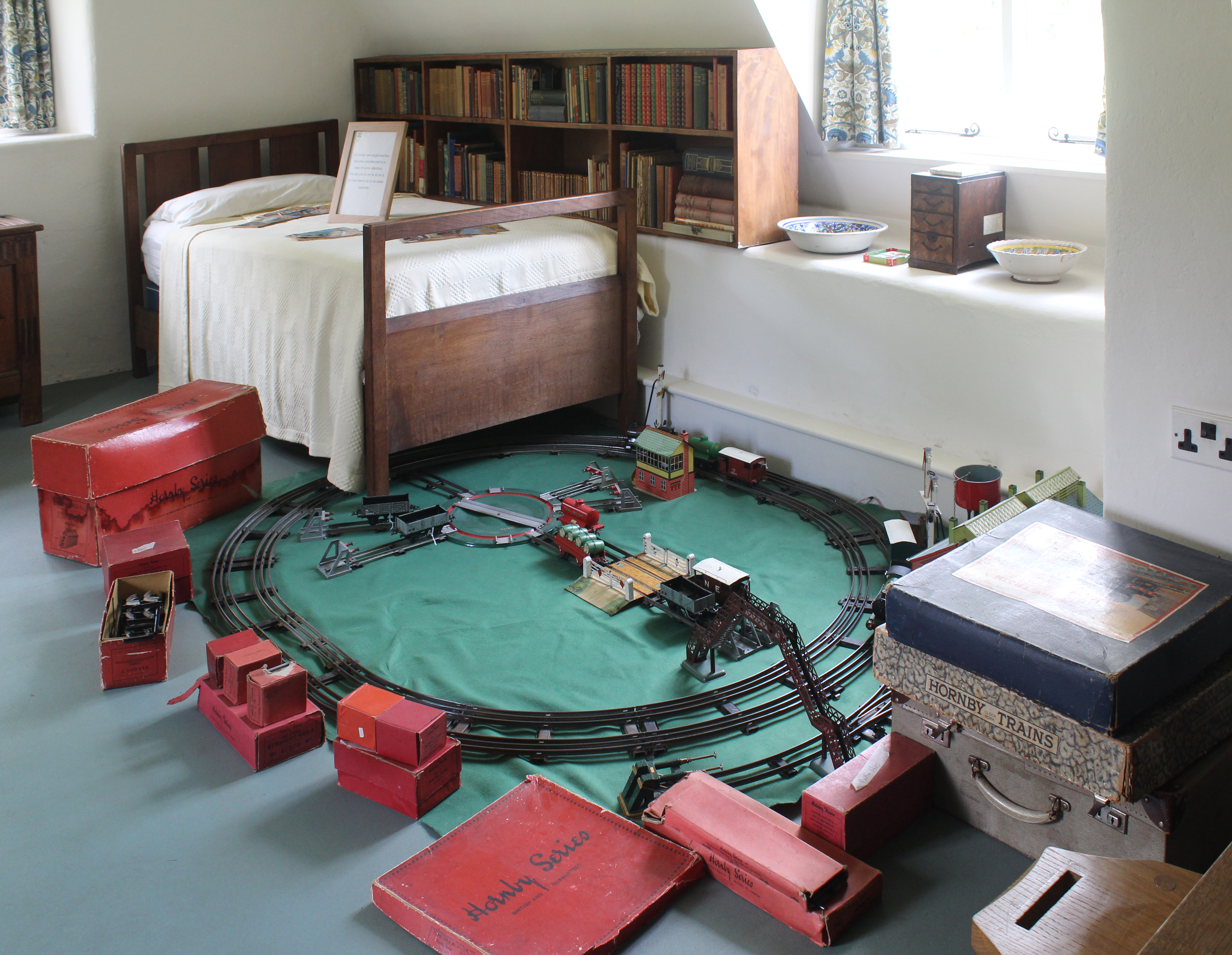
amera da letto per bambini con disposizione del treno elettrico Hornby O-gauge in stile anni '50

Hornby fu inizialmente un marchio per i prodotti Meccano e basata a Liverpool, che realizzò il primo treno a molla in scala 0 (1:48) nel 1920. Seguì presto un treno elettrico ma non fu disegnato bene ed i pochi realizzati venduti in Francia. Nel 1925 un modello di maggior successo fu introdotto, operante in alta tensione a 110 volts AC. Sicurezza impose bassi voltaggi come 4V e 6V per I motori, seguiti da un sistema affidabile a 20V AC, che fu sviluppato agli inizi degli anni ‘30. Comunque, il sistema a molla rimase il principale per la scala 0 fino al 1937 e rimase l'unico sistema disponibile a Liverpool-dal 1949. Competitors nel Regno Unito furono: Leeds Model Company e Bassett-Lowke.
Uno stabilimento fu creato in Francia, che sviluppò una linea di prodotti specifica per il mercato francese, ma da Liverpool le esportazioni dominavano i mercati di tutto il mondo, Australia, New Zealand, Argentina e Scandinavia. Spesso i modelli ebbero livree tipiche dei paesi importatori; I modelli Hornby erano molto “British” nell'aspetto. Hornby tentò di irrompere nel mercato americano nel 1927 con la costituzione di una unità produttiva a Elizabeth nel New Jersey, per produrre treni tipici delle ferrovie statunitensi. Furono di basso costo e solo a molla. Fu un fallimento perché la concorrenza offriva di meglio nel settore treni elettrici, ma il crollo di Wall Street fece precipitare la situazione. Nel tardo 1929, Meccano Ltd. Vendette lo stabilimento alla A.C.Gilbert Company e I treni Hornby sparirono dal mercato USA dal 1930. Il magazzino rimanente commercializzato in Canada e UK e i macchinari venduti.

### Hornby Dublo: 1938–1963

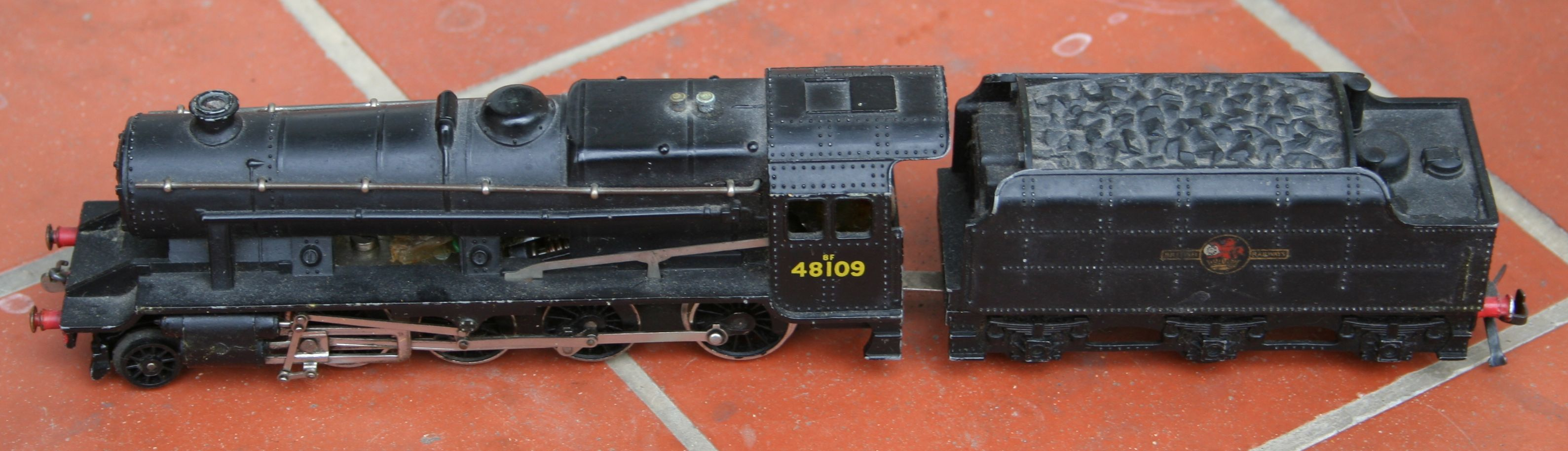
Hornby Dublo model, una LMS Stanier Class 8F

Meccano introdusse treni in scala 00 nel 1938 sotto il nome 'Hornby Dublo'. Le locomotive furono in metallo stampato e le carrozze in latta. Questi furono i modelli che iniziarono una serie fortunata (Hornby Dublo Locomotives correvano su rotaie di terze parti) e modelli a molla, consolidando il sistema a voltaggio 12 V DC come standard per la scala 00 e facendola diventare scala principale in UK, dove nel resto del mondo utilizzavano la scala H0. Gli affari si consolidarono velocemente ma dal 1940 causa la Seconda guerra mondiale, la produzione fu sospesa completamente nel 1942. Dopo la fine del conflitto la produzione si risollevo ma solo nel 1948 completamente. Dopo la guerra i modelli a molla non furono più prodotti. Nel 2008 un modello commemorative special della LNER Class A4 4498 Sir Nigel Gresley fu realizzata per celebrare il 70º anniversario. Come i suoi concorrenti (Bassett-Lowke, Exley, Lionel e American Flyer), Hornby passo la prima metà del decennio prosperamente, ma sul finire degli anni '50 gli affari calarono non riuscendo a capire il potenziale dello stampaggio plastice. Nel 1959, Hornby introdusse nuovi prodotti (Super Detail series), ma non sufficiente a reggere la concorrenza.

### Tri-ang Hornby: 1964–1972
Nel 1964, Lines Bros Ltd., la consociate della rivale Tri-ang Railways, comprò Meccano Ltd., e fusero Hornby e Tri-ang in Tri-ang Hornby. La linea Hornby fu interrotta a favore di una più economica in plastica. Le attrezzature per la serie “Hornby Dublo” furono venduti alla G&R Wrenn, che continuò nella produzione. Gli stock di magazzino rimanenti furono ceduti alla Hattons.

### Hornby Railways: 1972–1980
Il gruppo Tri-ang fu smantellato nel 1971 quando il proprietario della Meccano Ltd Lines Bros. fu perseguito per bancarotta. Tri-ang Hornby fu venduto alla Dunbee-Combex-Marx divenendo Hornby Railways nel 1972. Dal 1976 la Hornby acquisì Palitoy e Airfix, che producevano modelli di alta qualità. 
Un comando a 16 canali chiamato Zero 1 fu introdotto nel 1979. “Zero 1” si basava su una tecnologia digitale anziché analogica; fu precursore del sistema National Model Railroad Association (NMRA) Digital Command Control (DCC) system, degli anni ‘90. 16 locomotive potevano essere comandate indipendentemente. Il Master Control unit fu dismesso nel 1985, Slave controller, Loco Modules, e accessori furono disponibili fino alla fine degli anni ‘80. Ancora oggi usato da numerosi modellisti.
“Zero 1” ebbe tre fasi d'introduzione.
- Fase 1 = Master controller e sistema base (Master controller, Slave, hand held slave unit e moduli Loco)
- Fase 2 = Controllo accessori (Punti, Segnali etc.)
- Fase 3 = Micro Mimic display

L'unità principale fu disponibile fino al 1986, il resto fino al 1991.
Negli anni ‘70 Hornby realizzò una locomotive a vapore con scarto 3½", un modello “Rocket”
Dal 1980 il mercato ebbe una contrazione e la Dunbee-Combex-Marx fu liquidata.

### Hornby Hobbies: 1980–2008

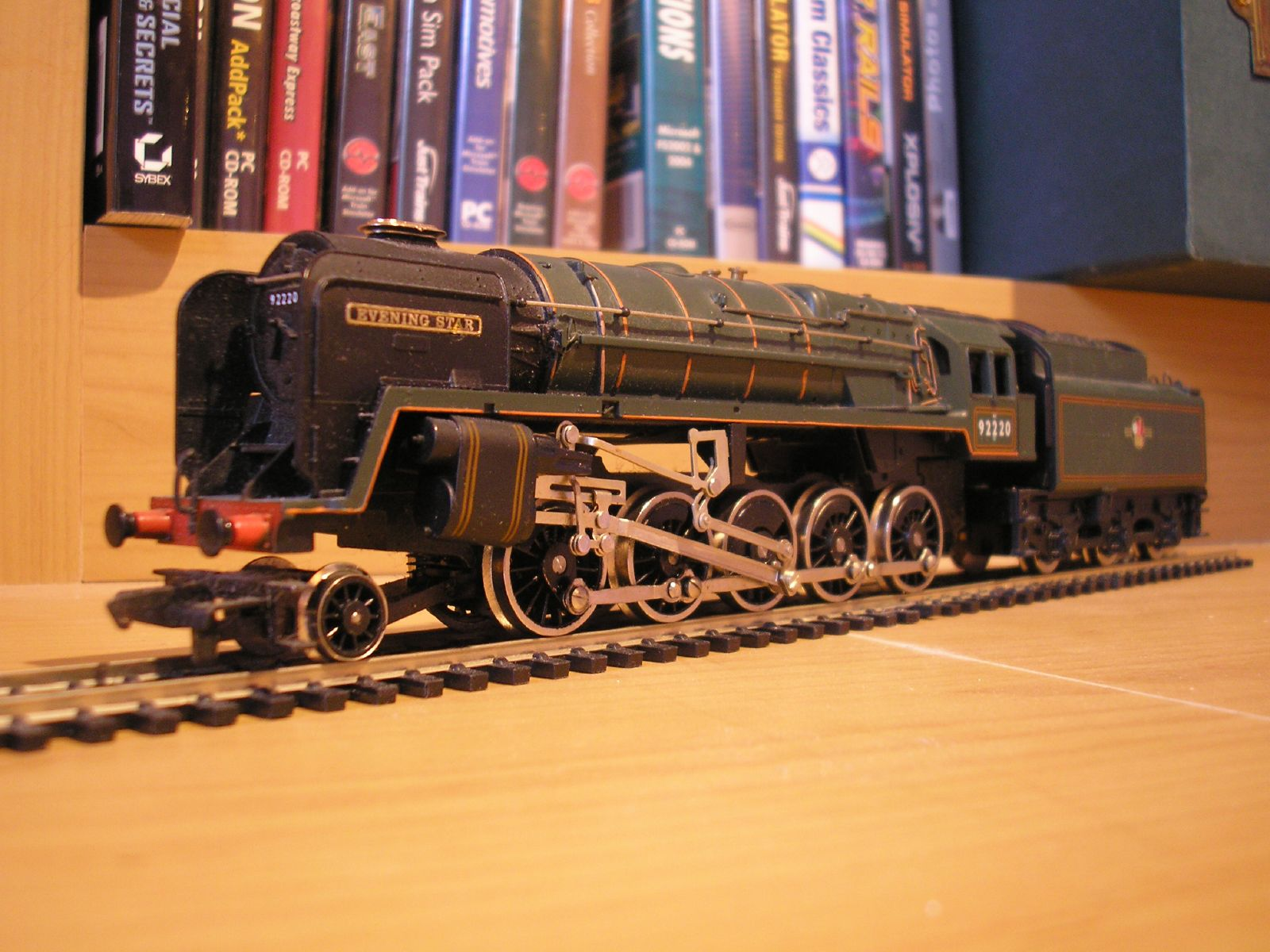
Hornby BR standard class 9F

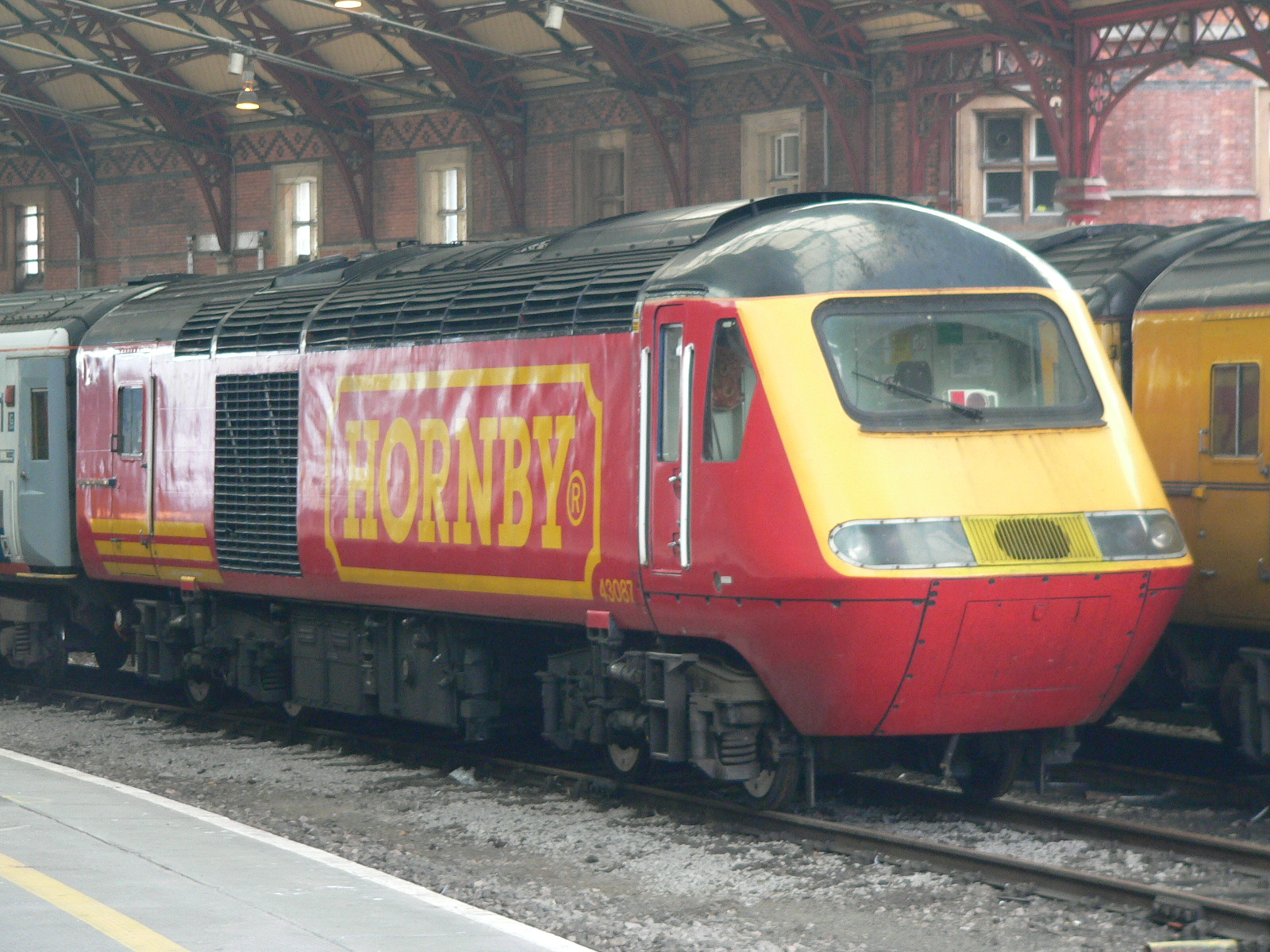
Cotswold Rail, Class 43 Una locomotrice con una pubblicità Hornby nel 2006

Nel 1980 Hornby divenne Hornby Hobbies e nel 1981 il management riportò l'azienda alla ribalta. Divenne pubblica nel 1986. Nei primi anni novanta vide la competizione di Dapol, Lima e Bachmann. La produzione fu trasferita in Cina a Guangdong nel 1995. Come acquisizioni si ebbero prodotti della Dapol e anche stampi della Airfix.
Hornby ha comprato Lima, Jouef. Alcuni dei prodotti Lima sono presenti nel catalogo principale Hornby. Questo range di prodotti è conosciuto come Hornby International. L'acquisizione include Rivarossi e i prodotti in scala N della Arnold, poi la Electrotren. Con la competizione della Bachmann Industries, e della Heljan, Dapol, Vi Trains e Peco, Hornby Railways ora (2008) produce una grande varietà di locomotive britanniche e diesel, come la BR 9F, LNER Class A4, SR Merchant Navy, Class 60, Class 50, Class 31 e Class 08. Nel novembre 2006, Hornby Hobbies acquisì Airfix e Humbrol per 2,6 milioni di sterline.
Nel maggio 2008, Hornby annuncia l'acquisizione della Corgi Classics Limited, una delle più antiche marche di modellismo statico, dalla Corgi International Limited per 7,5 milioni di sterline.

## Collezionisti
Nel 1969 la Hornby Railway Collector's Association fu istituita. Conta oltre 2000 membri, producendo riviste e libri.

## Linea prodotti

### Skaledale
Skaledale è una serie di costruzioni in resina in scala 00

### Lyddle End
Lyddle End è la serie in scala scala N di edifici per plastici.

## Marchi
- Jouef
- Lima
- Rivarossi
- Arnold